# Brasil Open (Badminton)
Die Brasil Open oder auch Brasil Grand Prix sind im Badminton die offenen internationalen Meisterschaften von Brasilien in Rio de Janeiro. Er wurde erstmals 2014 ausgetragen. Es war das erste Turnier des BWF Grand Prix in Südamerika überhaupt und als Test-Turnier im Vorfeld der Olympischen Spiele 2016 gedacht.

## Turniergewinner
| Saison    | Herreneinzel       | Dameneinzel       | Herrendoppel                  | Damendoppel                     | Mixed                     |
| --------- | ------------------ | ----------------- | ----------------------------- | ------------------------------- | ------------------------- |
| 2014      | Scott Evans        | Zhang Beiwen      | Max Schwenger Josche Zurwonne | Johanna Goliszewski Carla Nelte | Max Schwenger Carla Nelte |
| 2015      | Lin Dan            | Shen Yaying       | Huang Kaixiang Zheng Siwei    | Chen Qingchen Jia Yifan         | Zheng Siwei Chen Qingchen |
| 2016      | Zulfadli Zulkiffli | Beatriz Corrales  | Michael Fuchs Fabian Holzer   | Barbara Bellenberg Eva Janssens | Pranav Chopra Siki Reddy  |
| 2017 2024 | nicht ausgetragen  | nicht ausgetragen | nicht ausgetragen             | nicht ausgetragen               | nicht ausgetragen         |